# Борг
Борг, заст. довг — щось, що необхідно повернути. Здебільшого поняття боргу застосовується щодо грошей або інших активів, взятих у позику або послуг, наданих у кредит, але може також вживатися в моральному плані, наприклад, як борг дітей перед батьками, що їх виховали.
Борг — зобов'язання строк виконання якого настав.